# 巴陶塞克
巴陶塞克是匈牙利的城鎮，位於該國南部，距離首府塞克薩德15公里，由托爾瑙州負責管轄，面積63.54平方公里，2011年人口6,466，其中約七成居民信奉天主教。

## 外部連結
- Street map （匈牙利文）